# Нови Микановци
Нови Микановци су насељено место у саставу општине Стари Микановци у Вуковарско-сремској жупанији, Република Хрватска.

## Историја
До територијалне реорганизације у Хрватској налазили су се у саставу старе општине Винковци.

## Становништво
На попису становништва 2011. године, Нови Микановци су имали 573 становника.

## Попис 1991.
На попису становништва 1991. године, насељено место Нови Микановци је имало 788 становника, следећег националног састава:
| Попис 1991.‍ | Попис 1991.‍ | Попис 1991.‍ | Попис 1991.‍ | Попис 1991.‍ |
| ----------- | ----------- | ----------- | ----------- | ----------- |
|             |             |             |             |             |
| Хрвати      | Хрвати      |             | 765         | 97,08%      |
| Срби        | Срби        |             | 3           | 0,38%       |
| Мађари      | Мађари      |             | 2           | 0,25%       |
| Пољаци      | Пољаци      |             | 1           | 0,12%       |
| Словенци    | Словенци    |             | 1           | 0,12%       |
| непознато   | непознато   |             | 16          | 2,03%       |
| укупно: 788 |             |             |             |             |